# Política integrada de productes
La política integrada de productes (IPP) forma part de l'estratègia europea per a un desenvolupament sostenible de la Unió Europea. Constitueix una resposta per tal de reduir els impactes ambientals dels productes actuant al llarg de tot el seu cicle de vida, amb l'objectiu de promoure el desenvolupament d'un mercat de productes més respectuosos amb el medi ambient.

## Instruments de la IPP
La política integrada de productes preveu diferents eines i accions per garantir una millora contínua de les característiques ambientals dels productes.
Per una banda, vol fomentar la demanda de consum ecològic, preveient l'ús d'etiquetes ecològiques i declaracions ambientals i promocionant l'ús de productes ecològics en els contractes públics. Per altre costat, incideix en la producció ecològica. En aquest sentit, proposa accions per tal que els sectors interessats (productors, dissenyadors, etc.) coneguin els efectes ambientals al llarg del cicle de vida d'un producte i difonguin aquesta informació als consumidors; i dona directrius sobre el disseny ecològic. Un altre dels instruments proposats és el mecanisme dels preus, a través d'accions per a assegurar que el veritable cost ambiental del producte al llarg del seu cicle de vida s'integri en el preu, i afavorir-los pel que fa al pagament de tributs respecte productes similars (per exemple, aplicar IVA reduït per a productes amb etiqueta ecològica). Hi ha altres instruments que no estan centrats principalment en els productes, però ajuden a millorar ambientalment els productes o serveis. Per exemple, l'impuls de sistemes de gestió ambiental, o la implantació del Programa LIFE, instrument que dona suport econòmic al desenvolupament de la política ambiental definida en els diferents programes d'acció comunitaris.